# Исмаиловская волость
Исмаиловская волость — волость в Бирском уезде Уфимской губернии. Волостной центр — деревня Итеево. Ныне территория Дюртюлинского и Илишевского районов Республики Башкортостан Российской Федерации.

## География
В пределах волости протекают реч. Сарьязка, Нази, Минништа, База и на небольшом пространстве р. Белая. Местность ровная, безлесная. На топливо жителями употребляется солома, а на постройки лес приобретается из соседней казенной Ангасякской дачи.

## Состав
По данным на 1906 и 1913 годы в состав волости входили 26 деревень.
- Абдуллина
- Базитамак
- Буралы
- Верхний Алькаш
- Верхний Чирикуль
- Гапоновка
- Зетембекова
- Ивановка
- Игметева
- Исмаилова
- Итеево (Итеева) — волостной центр
- Ишкарова
- Крещенка
- Кужбахтина
- Лаяшты
- Масады
- Нижний Алькаш
- Нижний Чирикуль
- Саиткулова
- Сикаликуль
- Старая Биктова
- Тазеева
- Тлепанова
- Чишма
- Юнна
- Яркеева

## Население
На 1905 год жителей обоего пола 17518 душ, состоит из башкир и незначительной части русских.

## Инфраструктура
По справочнику 1906 года жители занимаются исключительно земледелием.